# Beberibe
Beberibe é um município brasileiro do estado do Ceará, localizando-se na microrregião de Cascavel, mesorregião do Norte Cearense. Sua população segundo prévia do censo 2022 é de 52.726 habitantes.
É um município que atrai muitos turistas o ano inteiro especialmente pelas suas belas praias, dentre as quais se destacam a Praia de Morro Branco e a Praia das Fontes, nas quais se situa o Monumento Natural das Falésias de Beberibe.

## Etimologia
Há controvérsias no tocante ao significado do topônimo Beberibe, que vem do tupi.
- Para o tupinólogo Eduardo de Almeida Navarro, o termo teria origem na composição das palavras îabebyra (arraia), 'y (rio) e -pe (em), significando, portanto, no "no rio das arraias".[5]
- Para Teodoro Fernandes Sampaio, grafando "Bibiribe", o topônimo significaria "no rio que vai e vem", por meio da composição entre bibi (o que vai e vem), y (rio) e pe ou be (em). Ele ainda apresenta uma versão alternativa com base em um documento antigo em que se lia "yabebiry", traduzido como "rio das arraias", por meio da composição entre yabebir (arraia, de ya-pé-byra, "o que tem a pele áspera ou pele de lixa") e y (rio).[carece de fontes?]
- Silveira Bueno explica "yabebiry" como "rio empolado, onduloso".
- Para Paulino Nogueira, Beberibe significaria "lugar onde a cana cresce".

Sua denominação original era Uruanda,[ligação inativa] depois Sítio Lucas e, desde 1883, Beberibe. No período colonial este ficou ainda conhecido como Vila Rica.

## História

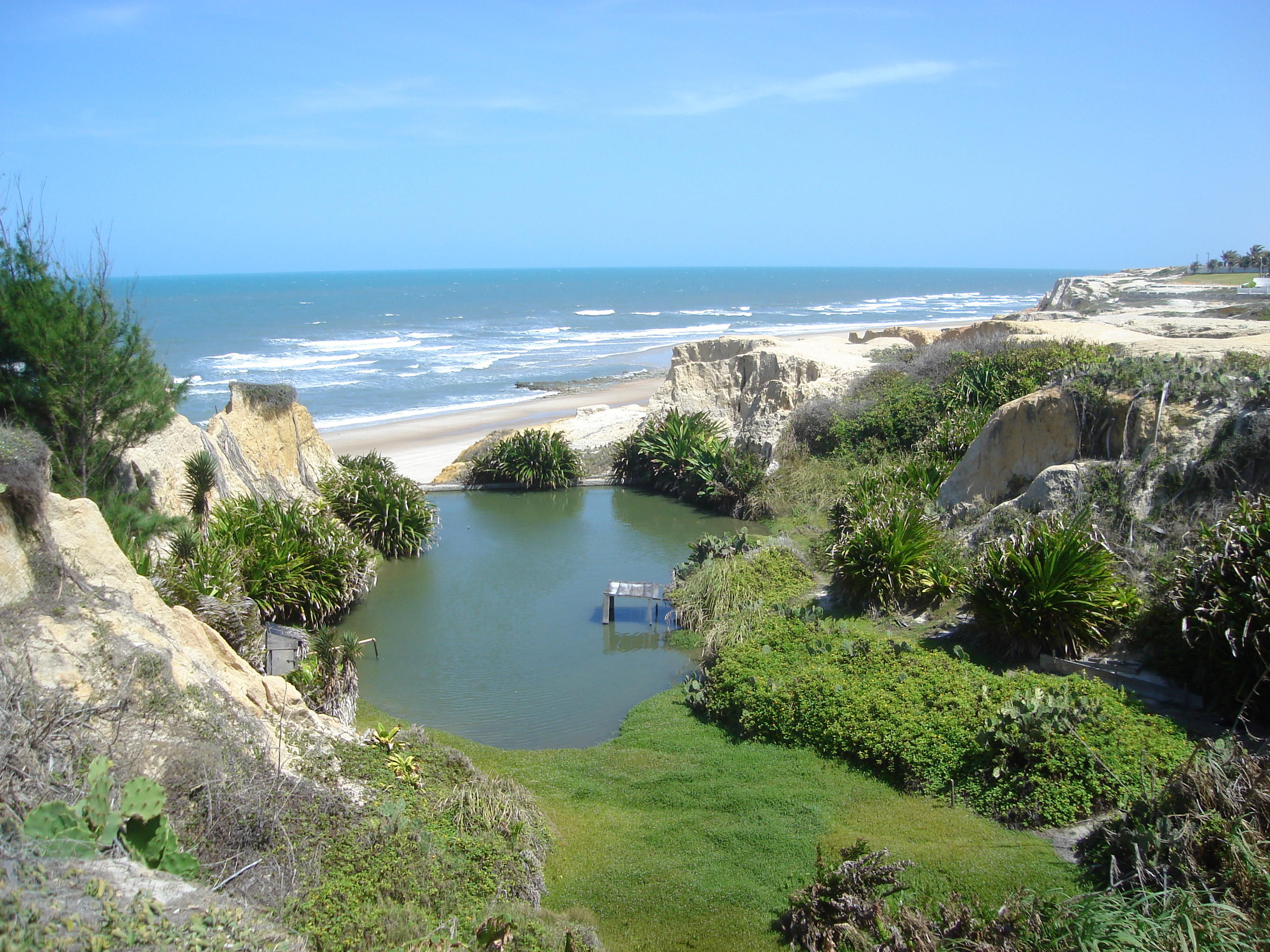
Praia das Fontes no município de Beberibe

Localizado entre os rios Choró e Piranji e suas bocas, tinha como primeiros habitantes os índios Potyguara e outras tribos pertencentes ao tronco Tupi como os Jenipapo-Kanyndé viviam. A partir do século XVII recebeu as primeiras expedições de portugueses religiosos e militares que vieram por estas bandas devido os processos de aldeamento e catequização dos índios e proteção contra os invasões de outros europeus: e ainda sobreviventes do naufrágio de uma embarcação Portuguesa(segundo a tradição oral).
Os primeiros registros sobre Beberibe como um núcleo urbano português dão conta de que a povoação surgiu a partir de uma sesmaria concedida a Manuel Nogueira Cardoso, Sebastião Dias Freire, João Carvalho Nóbrega e ao Capitão Domingos Ferreira Chaves, em 16 de agosto de 1691.
Mas foi somente no início do século XIX que houve uma ocupação do local, quando Baltazar Ferreira do Vale, residente no Riacho Fundo, em Cascavel, e Pedro Queirós Lima, morador do sítio Mirador, em Aquiraz, chegaram àquele núcleo.
Baltazar comprou o sítio Lucas, nome primitivo de um dos distritos de Cascavel, no ano de 1783, e Pedro, na mesma época, o sítio Bom Jardim. A proximidade favoreceu o relacionamento das duas famílias. E o sítio Lucas, que oferecia melhores condições de povoamento, deu início a um importante núcleo do qual originou a cidade de Beberibe.
Antes de ser conhecido por Lucas, o local recebeu a denominação de Uruanda, nome atribuído pelos indígenas que ocupavam a região. Beberibe foi o nome com o qual Brasiliano Ferreira de Araújo registrou as suas terras, adquiridas por 10 mil réis, localizadas onde hoje é a sede do Município. A preocupação de Brasiliano foi doar a área para a construção da igreja. Inaugurada em 1875, a igreja impulsionou o crescimento do povoado, já então conhecido por Beberibe. E em 5 de julho de 1892 foi criado o Município de Beberibe, pertencente à comarca de Cascavel.
De Município a distrito, e de distrito a Município, Beberibe teve que conviver diversas vezes com essa mudança, até novembro de 1951. Naquela data, o então governador Raul Barbosa sancionou a Lei nº 1.153, que restaurou em definitivo a autonomia do Município, atendendo a imposição dos ilustres filhos da terra. À frente do movimento, que nasceu em 1946, estava o desembargador Boanerges Facó. No entanto, somente em 25 de março de 1955 o Município foi oficialmente instalado.
Beberibe conheceu um expressivo desenvolvimento econômico a partir da implantação de aproximadamente uma centena de engenhos de cana de açúcar na região. A riqueza originada da indústria de rapadura local fez com que Beberibe fosse apelidada por Cascavel e Sucatinga de "Vila Rica".
Uma nova realidade foi percebida pelo Município a partir da decadência da indústria de rapadura e da falência de vários engenhos. A denominação de "Vila Rica" deixou de existir e ficou apenas na memória de quem viveu aqueles tempos.

## Geografia

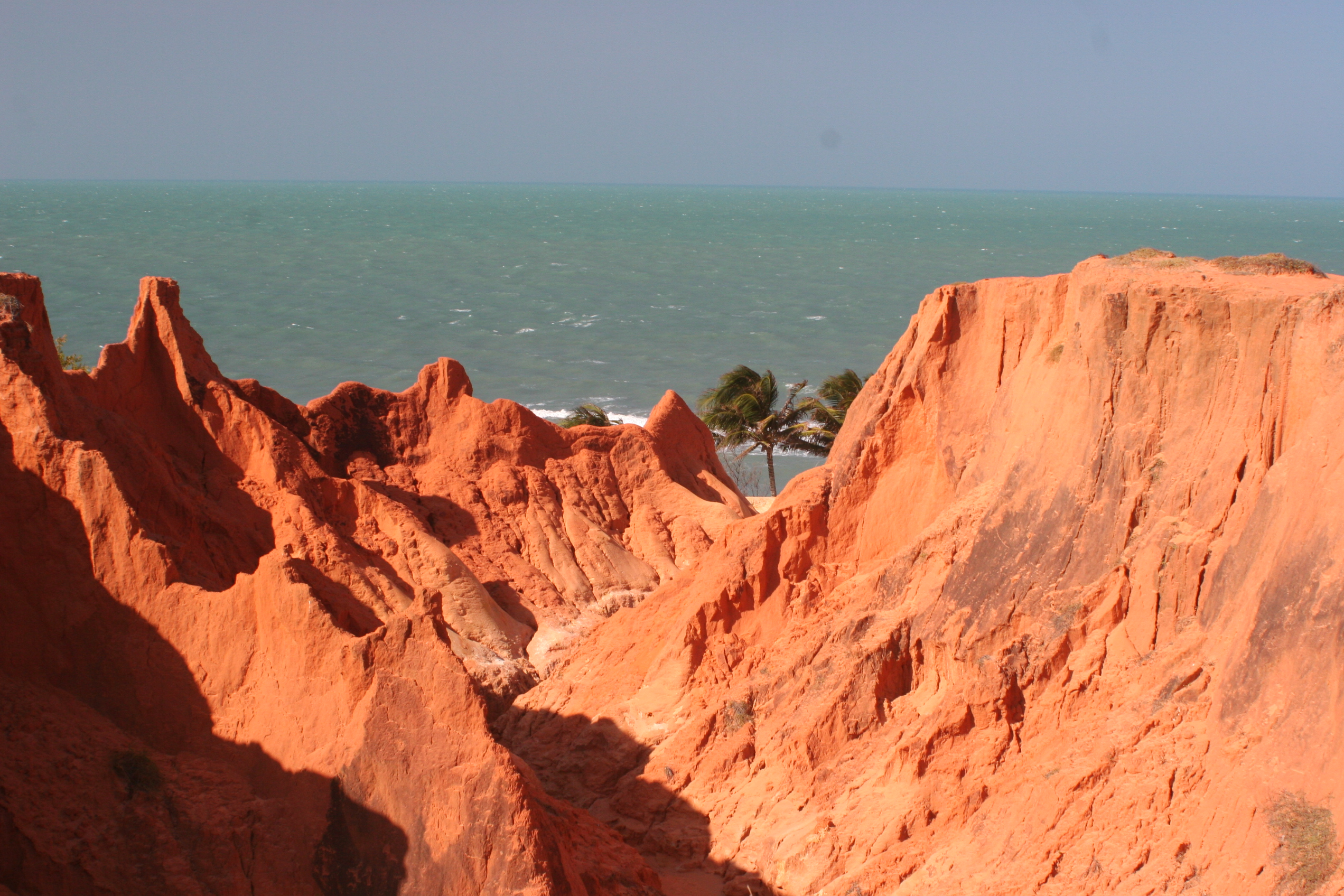
Falésias de Morro Branco.

### Clima
Tropical quente semiárido com pluviometria média de 1251 mm  com chuvas concentradas de Fevereiro a Maio..

### Hidrografia e recursos hídricos
As principais fontes de água são: Rio Choró e Piranji; Riachos: Salgadinho: Córregos Santa Maria, Maria Preta e Camará; Lagoa do Uruaú.

### Relevo e solos
Região costeira(Areias Quartzosas Álicas,Areias Quartzosas Distróficas, Areias Quartzosas Eutróficas,Areias Quartzosas Marinhas Distróficas, Podzólico Vermelho Amarelo Eutrófico) formada de dunas. A principal elevação é a Serra do Félix. E o seu tipo de relevo é planície.

### Vegetação
A boa parte do território é coberta pela floresta caducifólia espinhosa (caatinga arbórea) e caatinga arbustiva aberta e densa, mais ao interior, e por tabuleiros costeiros e manchas de cerrado, mais próximo ao litoral, onde se destacam plantas como o murici, o cajueiro e a janaguba. Apresenta também regiões de mangue próximo à foz do rio Piranji.

## Subdivisão
O município tem sete distritos: Beberibe(sede), Itapeim, Parajuru, Paripueira, Serra do Félix, Sucatinga e Forquilha.

## Economia
Sua economia é ainda baseada na cultura de cana-de-açúcar, bem como a cultura do caju, coco-da-Bahia, mandioca, milho e feijão. Pecuária: bovino, suíno e avícola. Em suas terras registram-se ocorrências de Lepidolita, fonte de obtenção do Lítio, Moscavita, Biotita e grandes jazidas de Quartzo e Feldspato. 
No setor da indústria, Beberibe é um dos grandes produtores de tijolos do Ceará e neste ainda situa-se 10 indústrias(cinco de produtos minerais não metálicos, duas de produtos alimentares, uma de extrativa mineral, e duas de vestuário, calçados e artigos de couro e peles).

## Educação
Atualmente o município de Beberibe possui 25 escolas de ensino fundamental e 4 escolas de ensino médio: Ana Facó (localizada na sede do município), Francisca Moreira de Sousa (localizada no distrito de Sucatinga), a Escola Estadual de Educação Profissional Pedro de Queiroz Lima (localizada na sede do município) e o Colégio Espaço Certo (Localizada na sede no município, no Morro Branco, sítio portas)
Possui também um Polo da Universidade Aberta do Brasil onde são ministrados cursos semi-presenciais da Universidade Federal do Ceará, Universidade Estadual do Ceará e Instituto Federal do Ceará.
Também conta com a Escola Estadual de Educação Profissional Pedro de Queiroz Lima que foi inaugurada em maio de 2011.
O Município conta com apenas três escolas particulares, Mundo do Saber e Espaço Educar, que possui Educação Infantil e Ensino Fundamental I, e o Colégio Mazé Bessa, que possui Educação infantil e Ensino fundamental I e II.
O Colégio Espaço Certo era o antigo Espaço Educar. O Colégio Espaço Certo possui Educação infantil, Ensino Fundamental | e ||, e ainda o Ensino médio. 

## Cultura
O principal evento cultural é festa dos padroeiros: Jesus, Maria e José, e da co-padroeira Nossa Senhora do Carmo, que acontecem em dezembro e julho, respectivamente.Outro evento que se destaca é o Caju Nordeste, que é sediado em Beberibe. Além destes, ainda há a festa do município, que acontece no dia 5 de julho, e as semanas culturais em alguns colégios, como o projeto Beberibe é assim, que ocorre no CMB (Colégio Mazé Bessa), e o FACEL no Colégio Ana Facó.
O Município tem a Biblioteca Municipal Dido Facó,o Memorial de Beberibe, e o Teatro Raimundo Fagner. Existem grupos de teatro, dança e capoeira, estes podem ser encontrados no ABC Luiza Facó.
- Festa do Bom Jesus dos Navegantes - Parajuru
- Festa de Nossa Senhora da Penha - Sucatinga
- Festa de São Francisco e Nossa Senhora da Penha - Paripueira
- Festa de São Sebastião - Itapeim

## Política
De acordo com a Constituição de 1988, Beberibe está localizada em uma república federativa presidencialista. A forma de Estado foi inspirada no modelo estadunidense, no entanto, o sistema legal brasileiro segue a tradição romano-germânica do Direito positivo. O federalismo no Brasil é mais centralizado do que o federalismo estadunidense; os estados brasileiros têm menos autonomia do que os estados norte-americanos, especialmente quanto à criação de leis. A administração municipal se dá pelo poder executivo (Prefeitura de Beberibe) e pelo poder legislativo (Câmara Legislativa de Beberibe).

### Cidades irmãs
Cidades-irmãs é uma iniciativa que busca a integração entre a cidade e demais municípios nacionais e estrangeiros. A integração entre os municípios é firmada por meio de convênios de cooperação, que têm o objetivo de assegurar a manutenção da paz entre os povos, baseada na fraternidade, felicidade, amizade e respeito recíproco entre as nações. Oficialmente Beberibe não tem Cidades-irmãs, contudo o Programa das Nações Unidas para os Assentamentos Humanos (UN-HABITAT) e o Programa das Nações Unidas para o Meio Ambiente (PNUMA) reconhecem a parceria de Beberibe, em busca de cidades sociais e ambientalmente sustentáveis, com as seguintes localidades:
- Agadir, Souss-Massa-Draâ, Marrocos
- Bayamo, Granma, Cuba
- Bobo Dioulasso, Hauts-Bassins, Burkina Faso
- Cienfuegos, Cienfuegos, Cuba
- Esmeraldas, Esmeraldas, Equador
- Guiyang, Guizhou, China
- Holguín, Holguín, Cuba
- Ismaília, Ismaília, Egito
- Kisumu, Nyanza, Quênia
- Meknès, Meknès-Tafilalet, Marrocos
- San José, San José, Costa Rica
- Santa Clara, Villa Clara, Cuba
- Seogwipo, Jeju, Coreia do Sul
- Shenyang, Liaoning, China

Beberibe também tem parcerias de gestão ambiental e urbana com três municípios brasileiros:
- Marabá, Pará
- Piranhas, Alagoas
- Ponta Porã, Mato Grosso do Sul

## Galeria

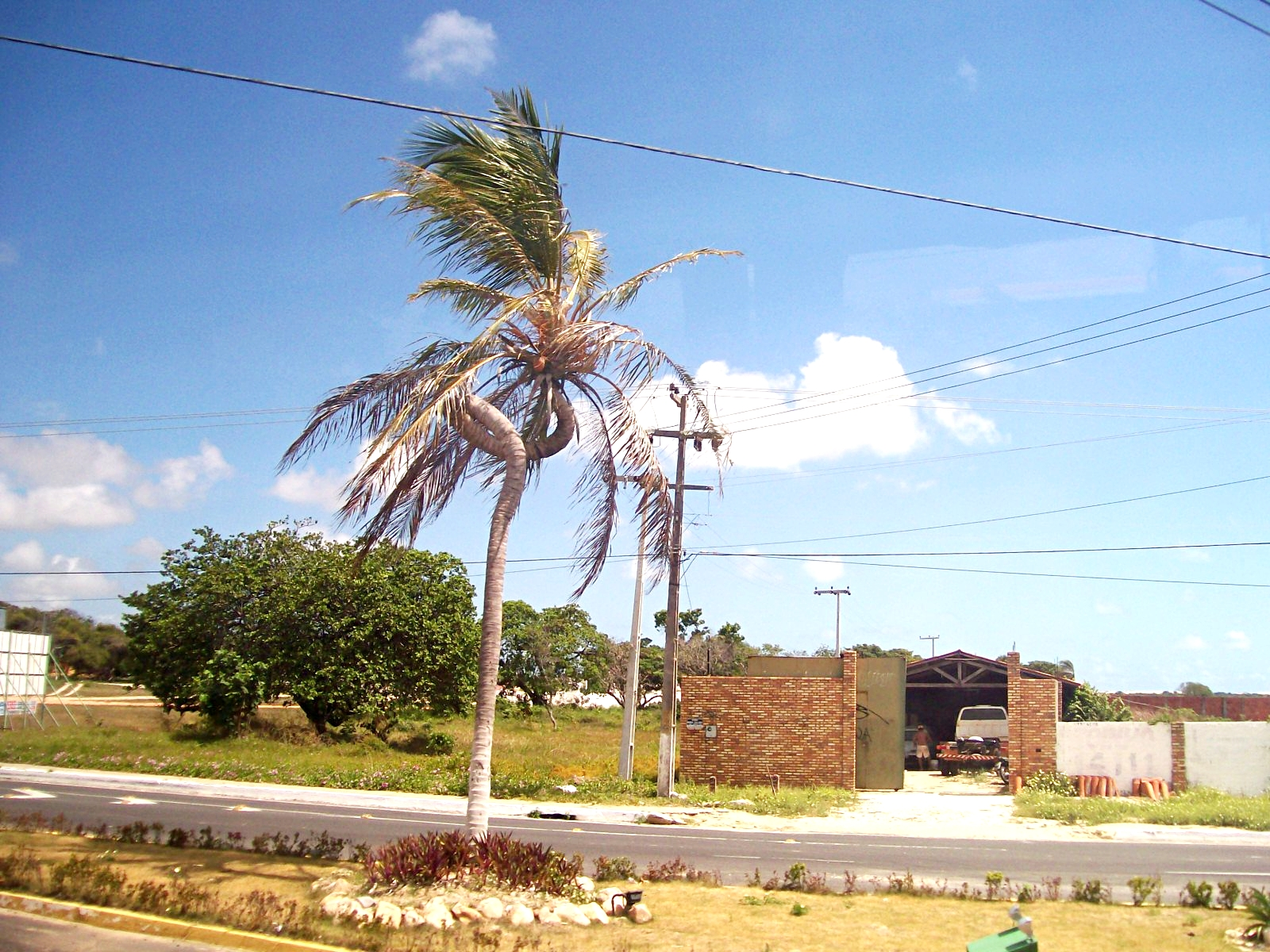
Coqueiro com deformação natural em Beberibe
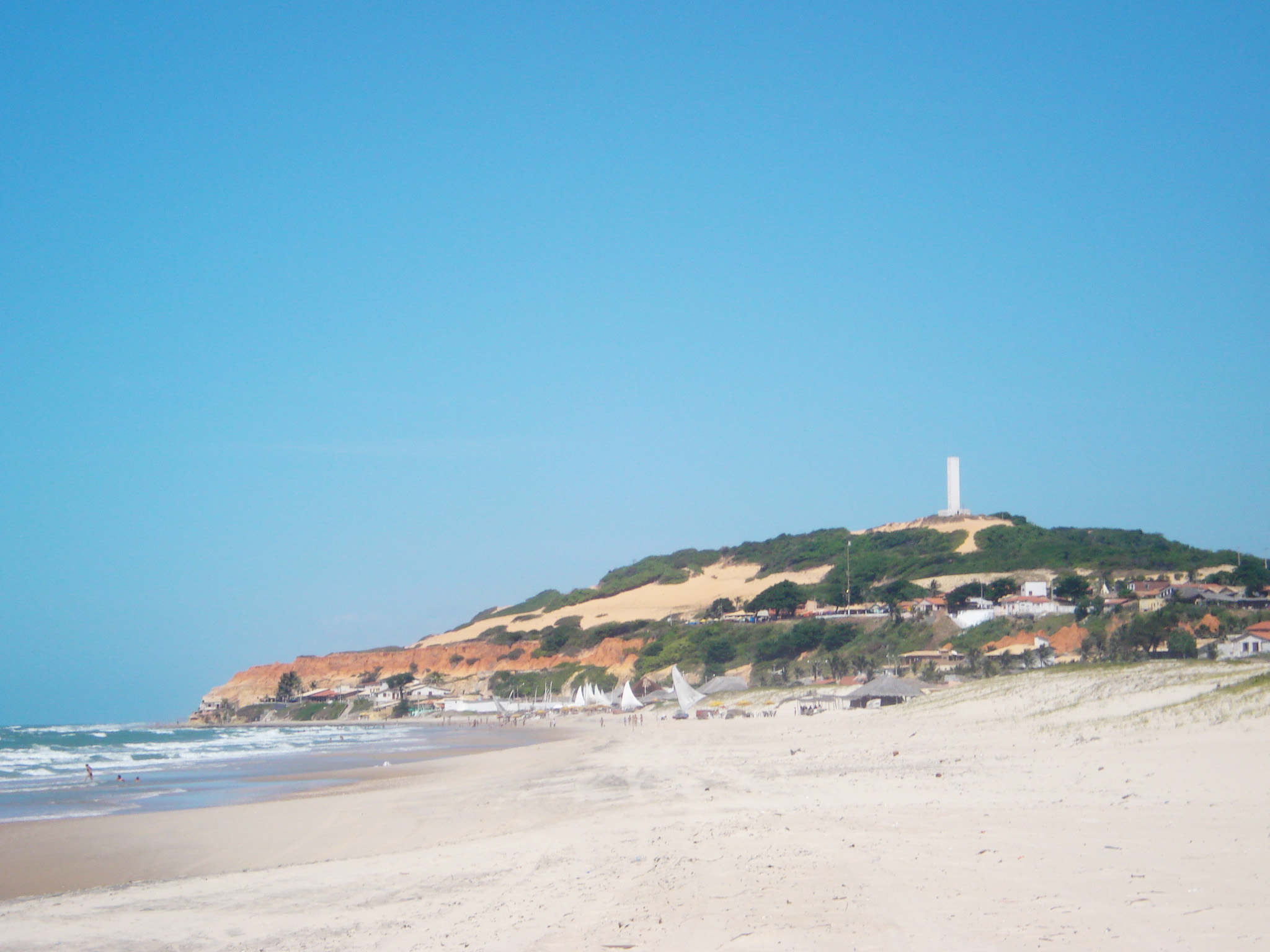
Farol e praia do morro Branco em Beberibe
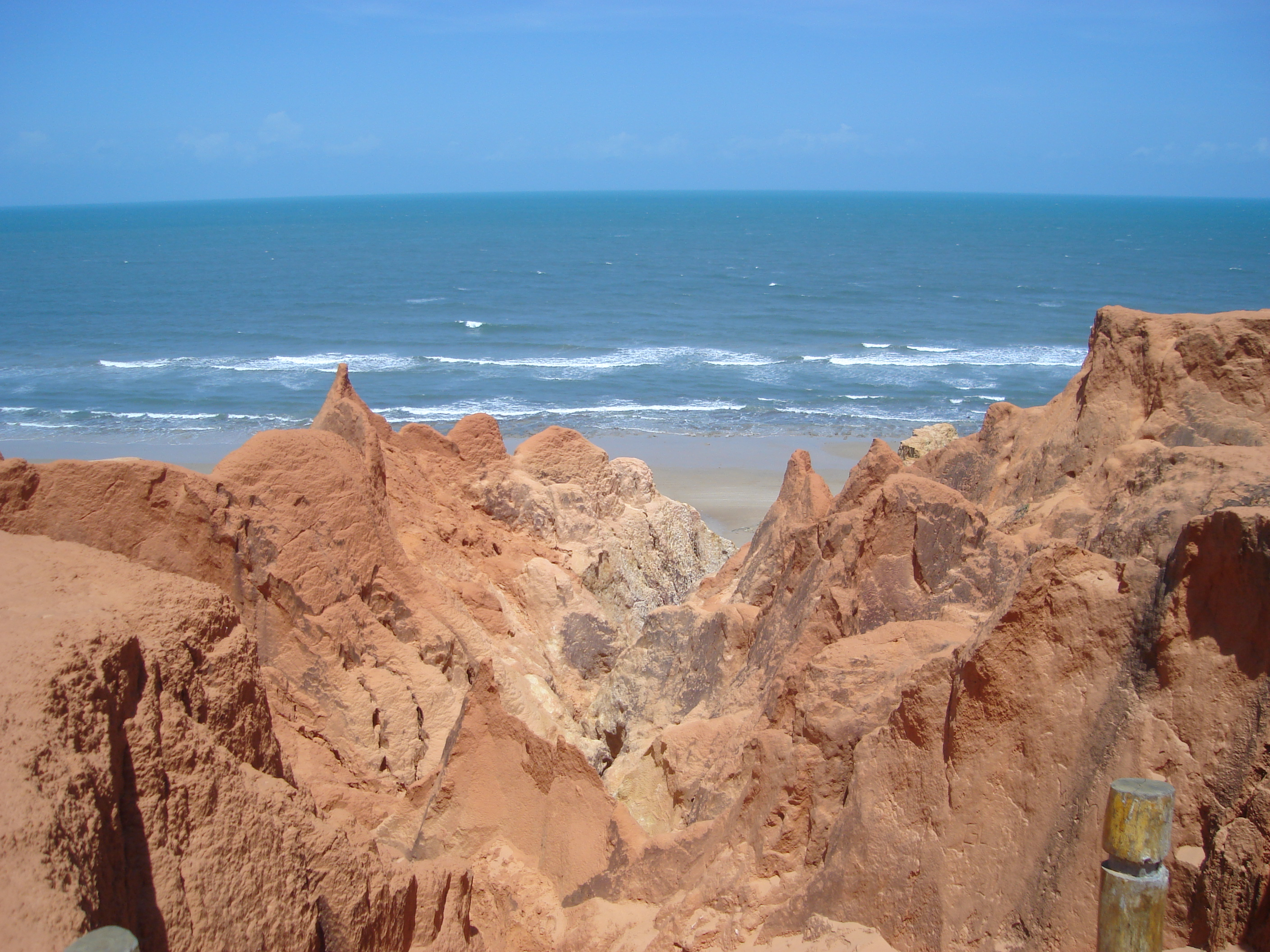
Falésias em Beberibe
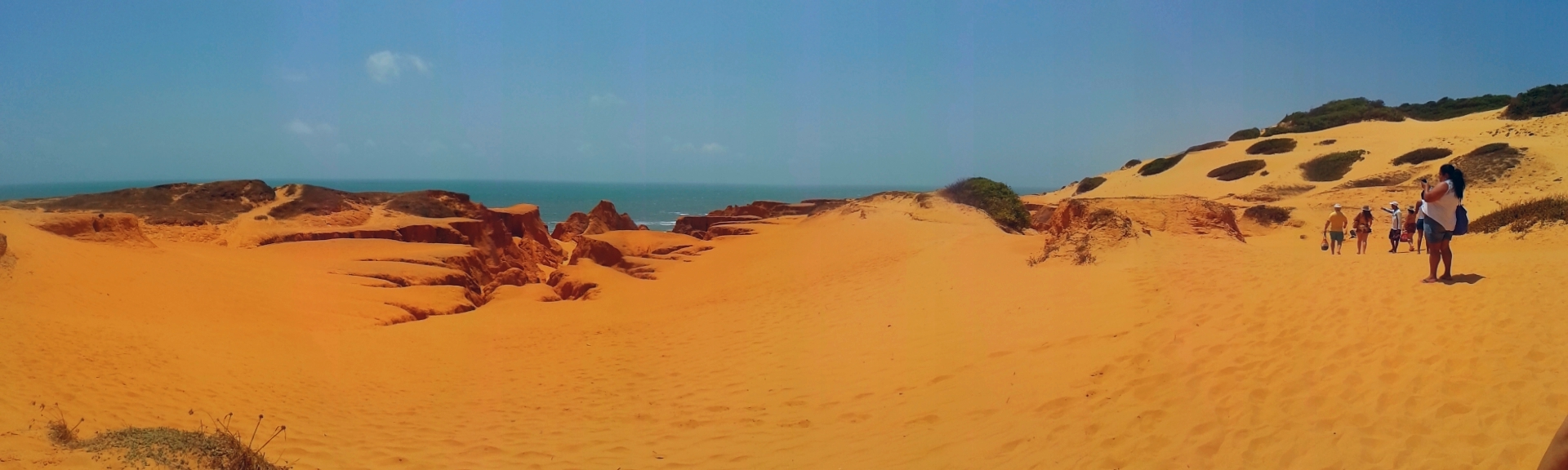
Panorama das falésias
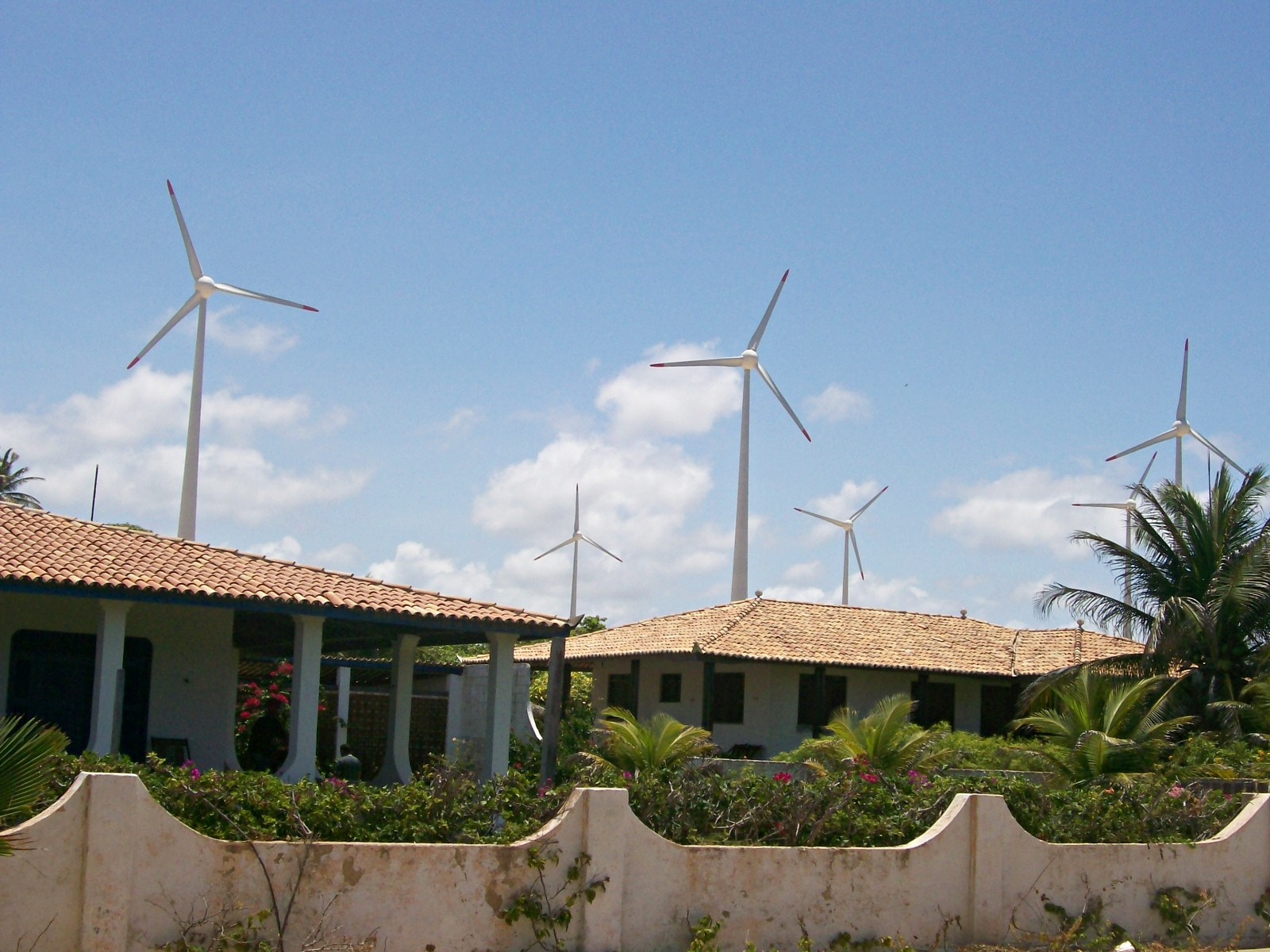
Aerogeradores em Morro Branco, Beberibe
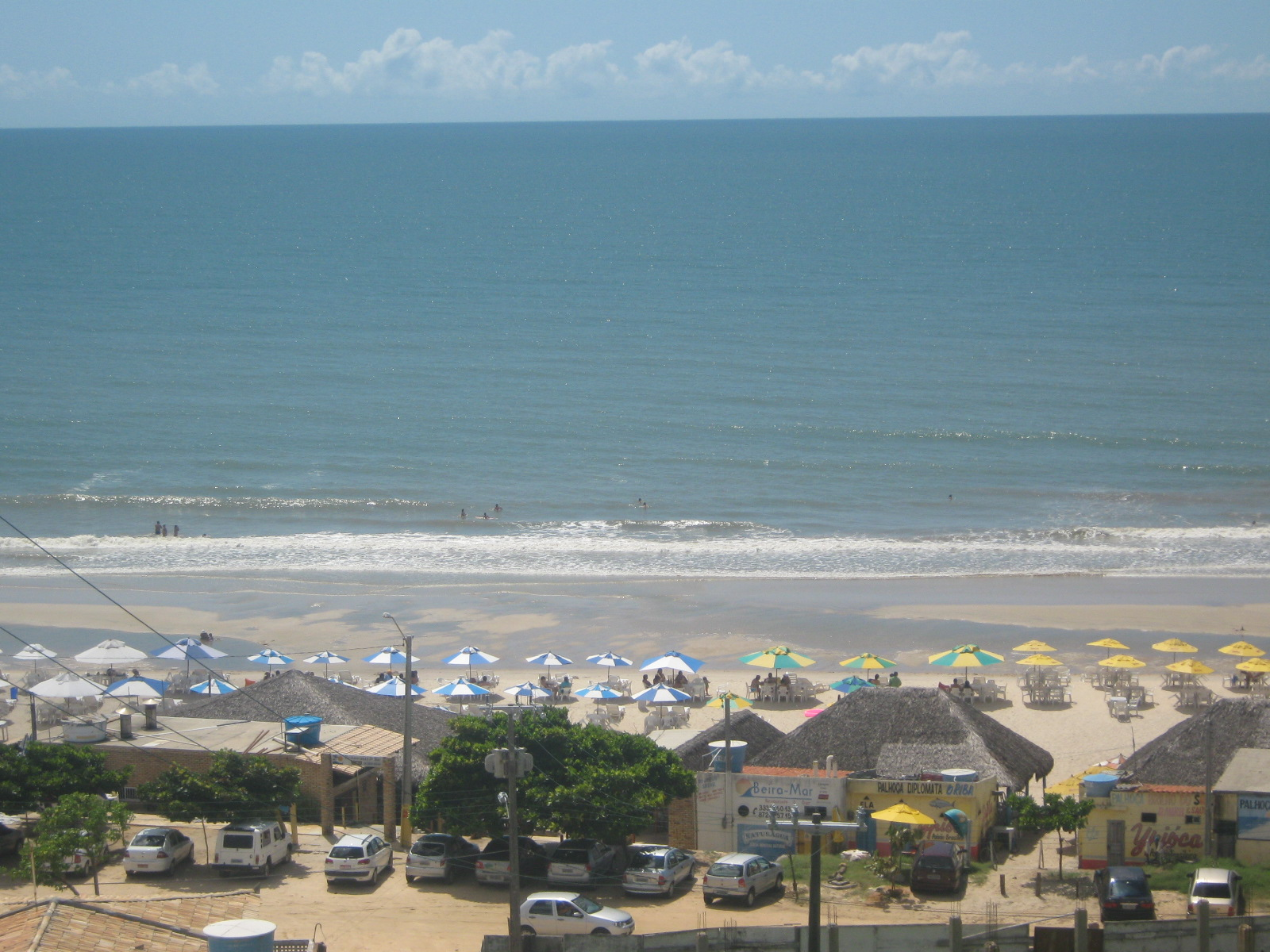
Praia do Morro Branco
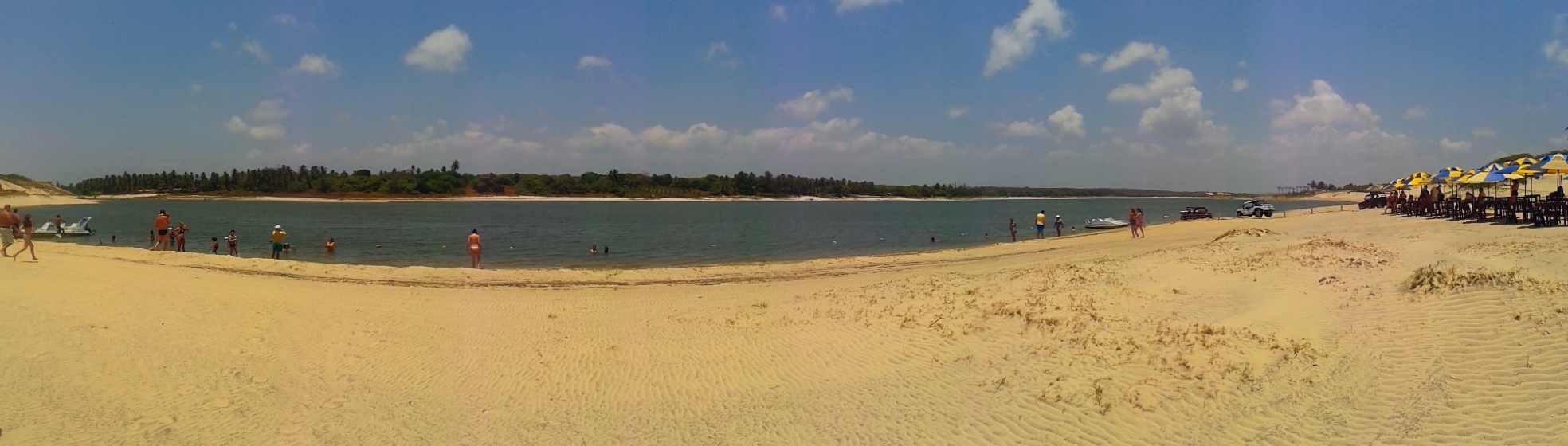
Panorama da Lagoa do Uruaú
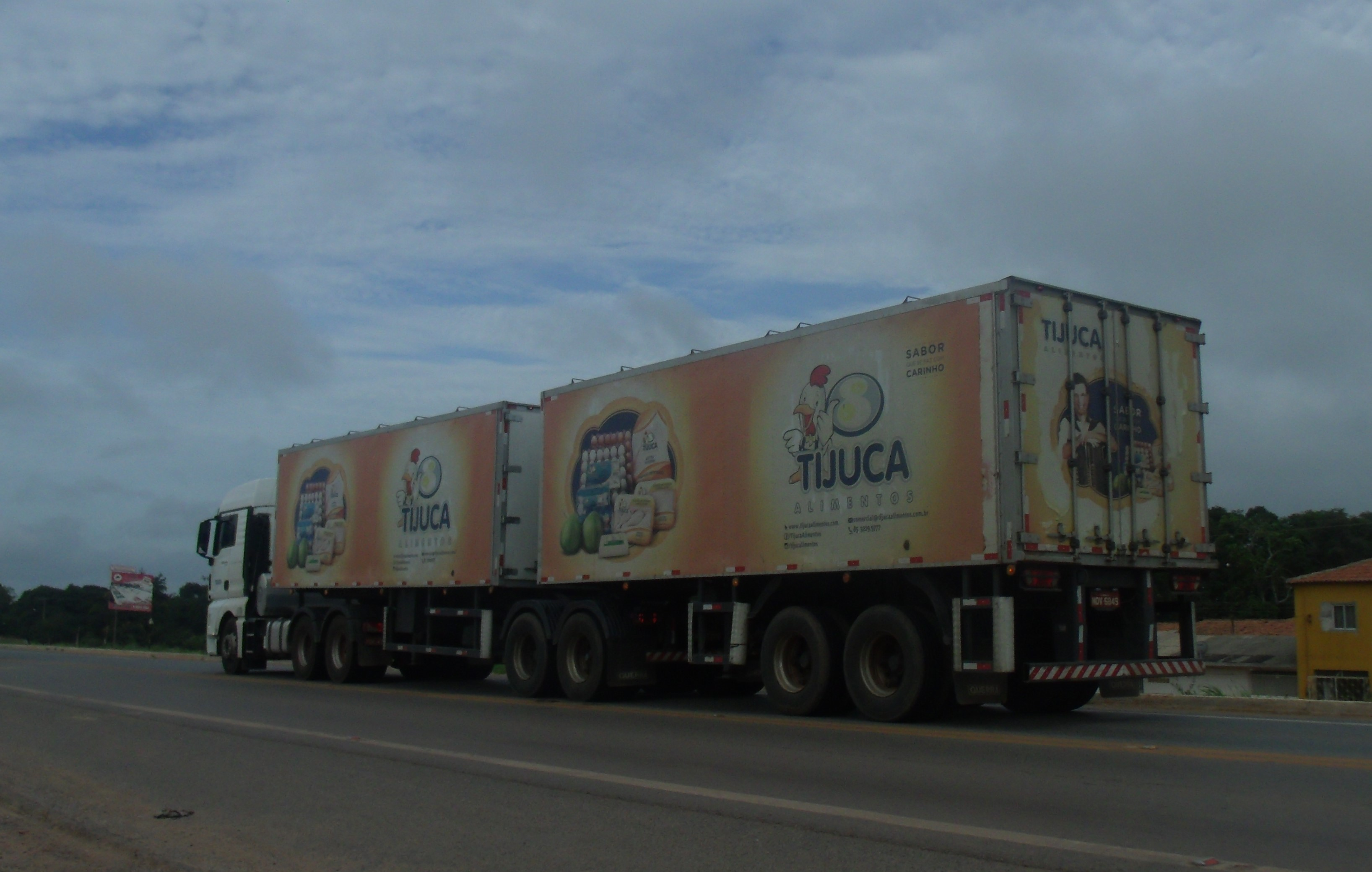
Carreta da Tijuca alimentos, indústria alimentícia sedeada em Beberibe.